# Konarzewski
Konarzewski – polski herb szlachecki.

## Opis herbu
Opis zgodnie z klasycznymi regułami blazonowania:
W polu czerwonym trzy lewe skosy srebrne, a nad nimi w prawym górnym rogu - gwiazda złota. Klejnot: ogon pawi, przebity strzałą w skos lewy. Labry czerwone, podbite srebrem.

## Najwcześniejsze wzmianki
Herb zachował się na nagrobku M. Konarzewskiego z 1595, ale z nieznanymi barwami. Juliusz Karol Ostrowski pisze, że jest to herb wielkopolskiej rodziny z Konarzewa. Barwy przytacza za Siebmacherem. Ostrowski podaje też, że herb jest opisywany przez Niesieckiego jako Wręby oraz że według Szymona Okolskiego pochodzi z nobilitacji od Ludwika Węgierskiego.

## Herbowni
Jedna rodzina herbownych:
Konarzewski (Konaszewski).